# Gynacantha dohrni
Gynacantha dohrni – gatunek ważki z rodziny żagnicowatych (Aeshnidae).